# 投票站

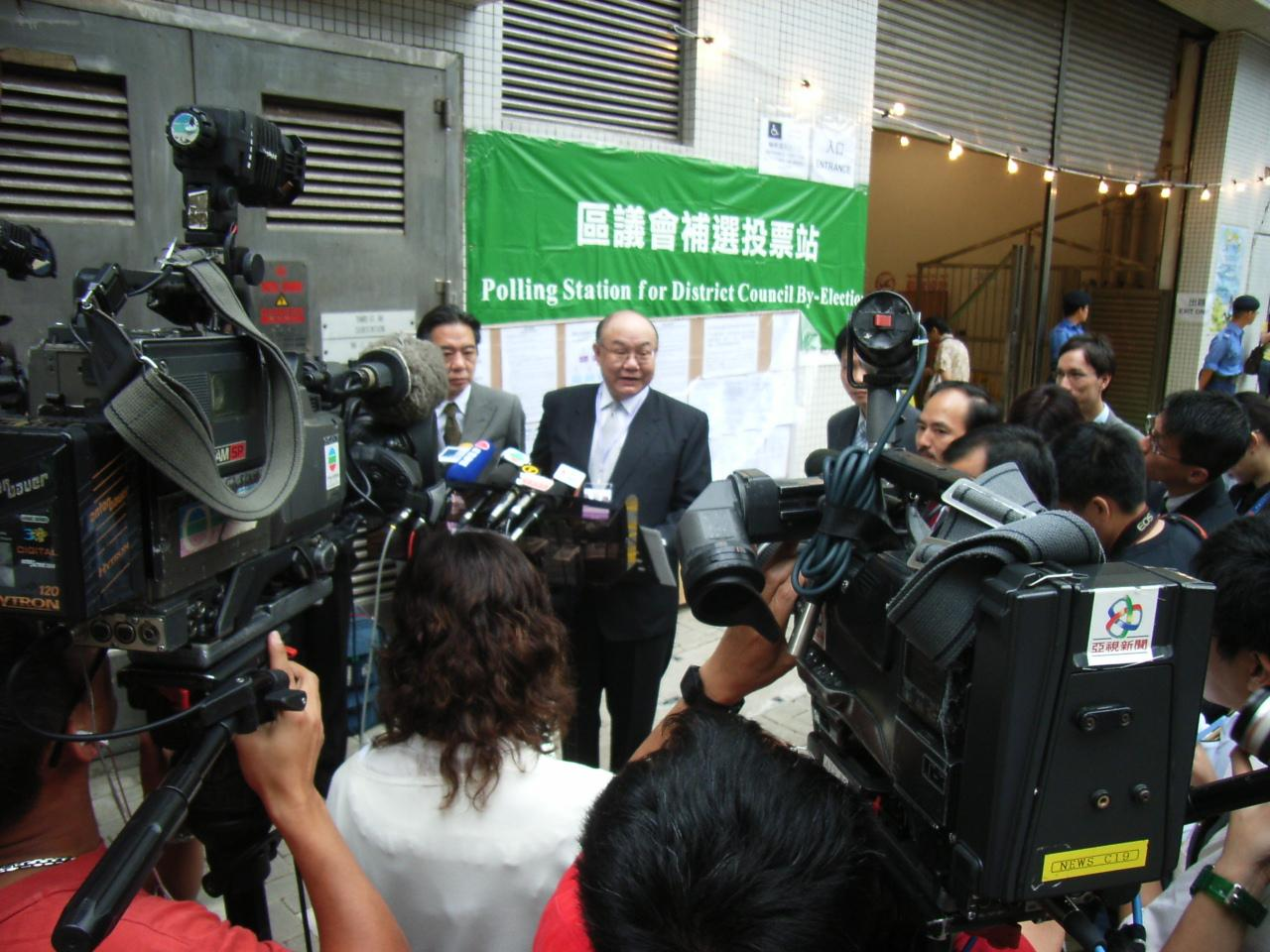
香港的投票站

投票站，又名票站、投開票所，是選舉舉行期間，供合資格選民進內，領取選票選擇候選人及投票的地方。投票站多數不是點票站，為防選舉舞弊，通常點票中心只有一個，而投票站則可以有多個，設於方便選民認識及到達的地方，例如地標建築物、學校禮堂、大會堂、車站、公眾建築物等。也有國家設立得來速方式的投票所。

## 相關
- 助選禁區
- 競選橫額、海報
- 投票率
- 票站調查
- 不在籍投票
- 投票箱
- 唱票
- 選舉